# Cophixalus cheesmanae
Cophixalus cheesmanae és una espècie de granota que viu a Papua Nova Guinea.